# Cosconio Genciano
Cosconio Genciano (en latín: Cosconius Gentianus) fue un político y senador del Imperio Romano en el siglo II.
En 195-198 fue gobernador de la provincia de Mesia Inferior